# Капфумвути, Реджойс
Реджойс Капфумвути (англ. Rejoice Kapfumvuti; род. 18 ноября 1991, Булавайо) — зимбабвийская футболистка, полузащитник. Участница летних Олимпийских игр 2016 года.

## Биография
Реджойс Капфумвути родилась 18 ноября 1991 года в зимбабвийском городе Булавайо.
Начала заниматься футболом в начальной школе, тренировалась вместе с мальчиками и уже в этом возрасте начала заниматься в клубе «Инлайн Академия». Мать не поддерживала её занятия футболом, однако отец был на стороне Реджойс.
Играла на позиции полузащитника. В 2015—2016 годах выступала за «Инлайн Академию».
Играла за женскую сборную Замбии в отборочном олимпийском турнире.
В 2016 году вошла в состав женской сборной Замбии по футболу на летних Олимпийских играх в Рио-де-Жанейро, занявшей 12-е место. Играла на позиции полузащитника, провела 2 матча, мячей не забивала.
Работала тренером в «Инлайн Академии». После Олимпиады планировала завершить игровую карьеру.